# كزافييه رودريغيز
كزافييه رودريغيز (بالإنجليزية: Xavier Rodriguez)‏ هو قاضي ومحامي وسياسي أمريكي، ولد في 1961 في سان أنطونيو في الولايات المتحدة. حزبياً، نشط في الحزب الجمهوري.